# Marlene Schönberger

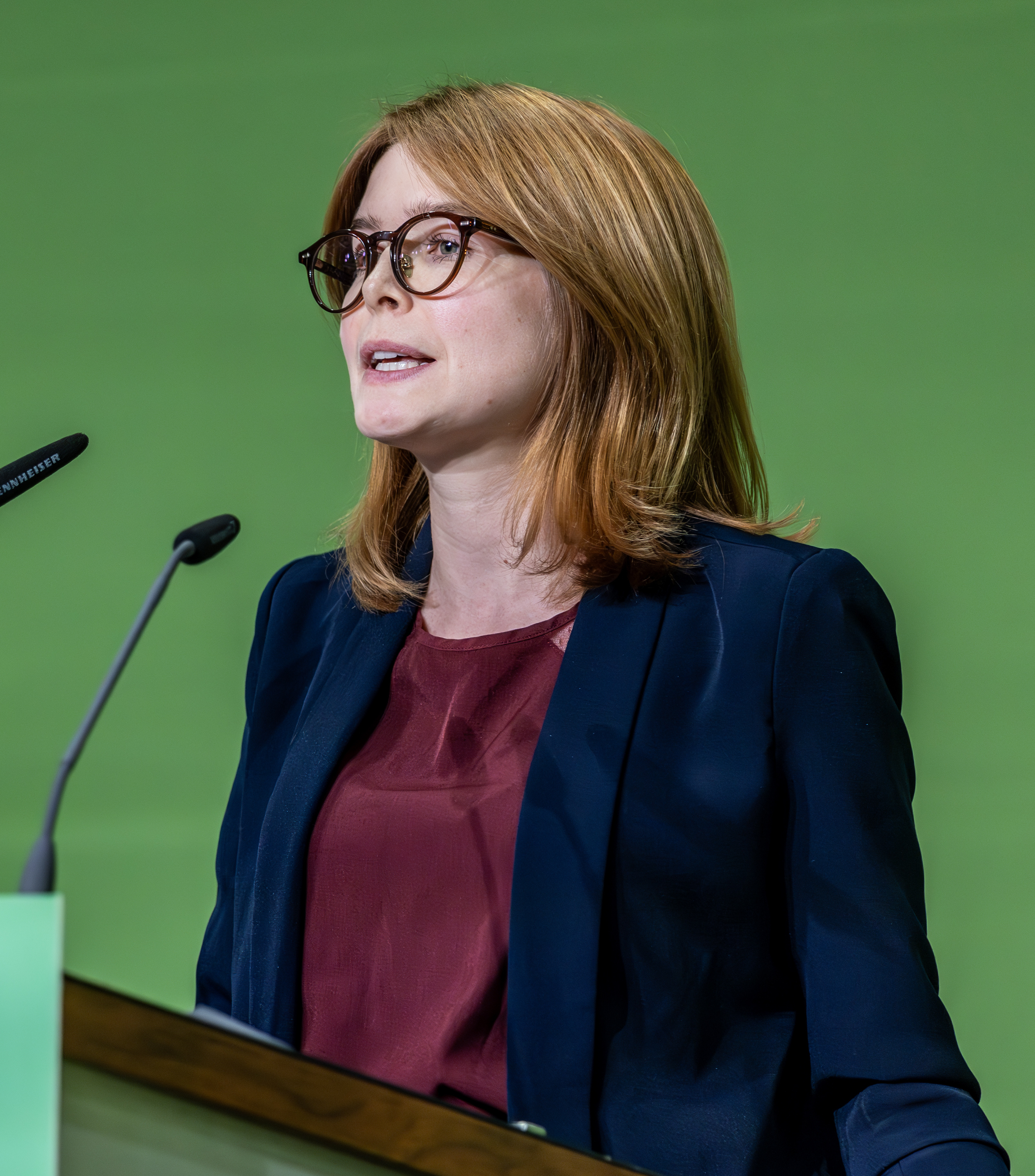
Marlene Schönberger (2024)

Marlene Edeltraud Schönberger (* 6. Dezember 1990 in Landshut) ist eine deutsche Politikerin und seit 2021 Mitglied des Deutschen Bundestages für Bündnis 90/Die Grünen.

## Leben
Schönberger wurde 1990 in Landshut geboren und wuchs in Geisenhausen und Adlkofen auf. Nach dem Abitur 2010 am Hans-Carossa-Gymnasium Landshut arbeitete sie von 2010 bis 2020 als Trainerin am Islandpferde-Gestüt Oedhof. Im Jahr 2014 erlangte sie ihren Bachelor- und 2016 ihren Masterabschluss im Fach Politikwissenschaft an der Ludwig-Maximilians-Universität München. Am dortigen Geschwister-Scholl-Institut war sie von 2018 bis zu ihrem Einzug in den Bundestag angestellt. Von 2016 bis 2020 war sie außerdem Managerin für Demokratieprojekte des Auswärtigen Amtes.

## Politischer Werdegang
Seit 2010 ist sie Mitglied der Partei Bündnis 90/Die Grünen. Im Jahr 2013 arbeitete sie als studentische Hilfskraft im Wahlkreisbüro von MdB Thomas Gambke. 2018 war sie wissenschaftliche Mitarbeiterin im Bayerischen Landtag und von 2019 bis 2021 Vorsitzende des Vereins Queer in Niederbayern. Seit 2020 ist sie Kreisrätin im Kreistag des Landkreises Landshut für die Partei Bündnis 90/Die Grünen und war bis 2021 auch eine von zwei Fraktionsvorsitzenden. Nebenberuflich arbeitete sie zehn Jahre mit Islandpferden.

### Deutscher Bundestag
Im 20. Deutschen Bundestag war Schönberger ordentliches Mitglied im Ausschuss für Bildung, Forschung und Technikfolgenabschätzung sowie im Ausschuss für Inneres und Heimat und stellvertretendes Mitglied im Rechtsausschuss wie auch im Ausschuss für Kultur und Medien.
Sie kritisiert Antisemitismus an Hochschulen und fordert ein entschiedenes Vorgehen gegen Antisemitismus während des Kriegs in Israel und Gaza.
Zur Bundestagswahl 2025 kandidierte sie im Bundestagswahlkreis Rottal-Inn und erreichte dort mit 5,4 Prozent der Erststimmen Platz fünf. Sie zog über die Landesliste Bayern von Bündnis 90/Grüne in den 21. Deutschen Bundestag ein. Dort ist sie Mitglied im Innenausschuss sowie stellvertretend im Ausschuss für Kultur und Medien und im Ausschuss für Forschung, Technologie, Raumfahrt und Technikfolgenabschätzung.

## Mitgliedschaften
Marlene Schönberger ist Mitglied der überparteilichen Europa-Union Deutschland, die sich für ein föderales Europa und den europäischen Einigungsprozess einsetzt.